# Ruine Hattingen (Längenbühl)
Die Ruine Hattingen war eine abgegangene mittelalterliche Niederungsburg oder ein «festes Haus» aus dem 14. oder 15. Jahrhundert und steht in der Schweizer Gemeinde Forst-Längenbühl im Kanton Bern.

## Lage und Beschreibung

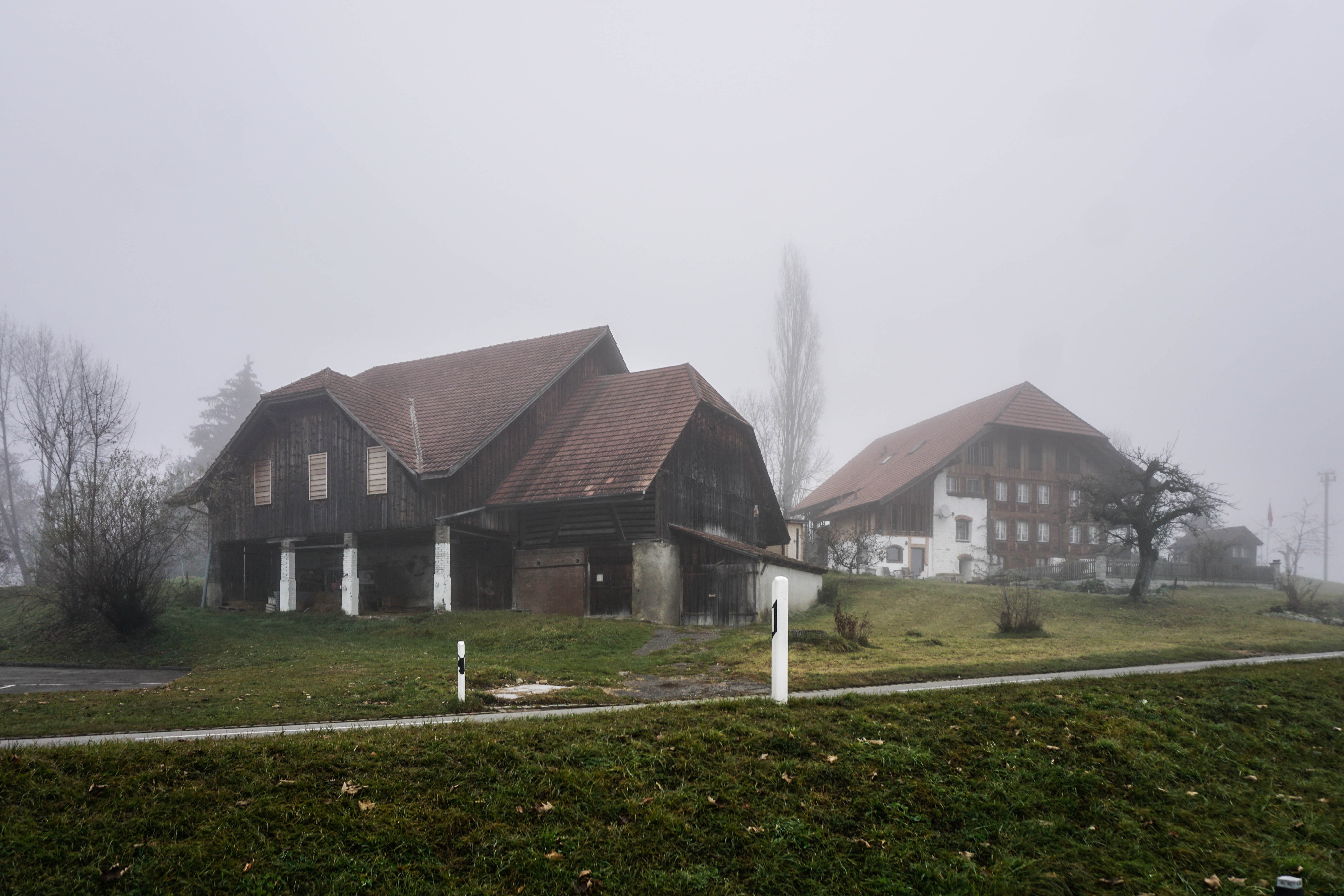
Hattigen

Das Feste Haus stand in der Nähe des Dittligsees an der Strasse nach Thierachern. Die Mauerreste der Ruine sind in einem Bauernhaus verbaut und kaum sichtbar.

## Geschichte des Geschlechts
Das aus dem Weiler Hattingen stammende Geschlecht der Hattinger war in Thun sesshaft. Ein Ullrich von Hattinger wird als Bürger von Thun zwischen 1357 und 1367 verzeichnet. Sein Sohn Johann tätigte ab 1369 Landkäufe und wurde 1376 ins Berner Bürgerrecht aufgenommen. 1396 war ein Hans Ratsherr in Thun und 1440 bedachte ein anderer Hans seinen Bruder Kuno, der als Rat von Thun kinderlos blieb und vor 1456 starb, in einem Testament. Hans oder Kuno waren Schaffner des Frauenklosters Engelberg, also Verwalter der Klostergüter im Thuner Raum. Hensli oder sein Vater Hans war 1444 Seckelmeister in Thun und ab 1449 Spitalvogt. Ebenfalls aus der Thuner Familie stammte der Waldbruder Matthias († nach 1451), der auf der Waldwiese Kell in Wolfenschiessen 1415 mit Erlaubnis des Landammanns Ulrich von Wolfenschiessen eine Einsiedelei errichtete. Bruder Matthias stand in Verbindung zum Kloster Engelberg und damit zu den Mystikern der «Gottesfreunde» im Elsass. Er könnte angeblich auf die Mentalität des jungen Niklaus von Flüe, der mütterlicherseits aus Wolfenschiessen stammte, Einfluss gehabt haben.

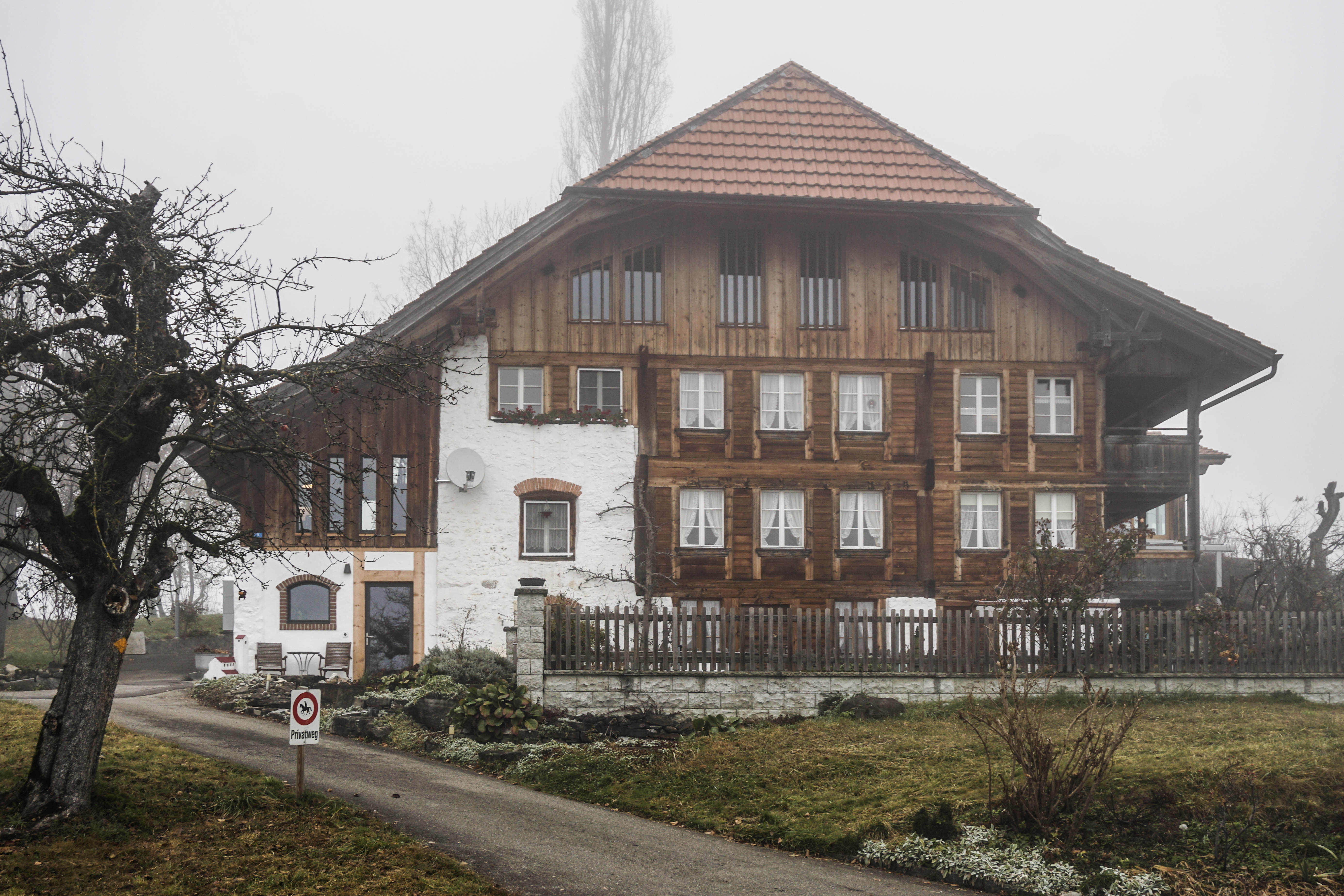
Burgstelle Hattingen
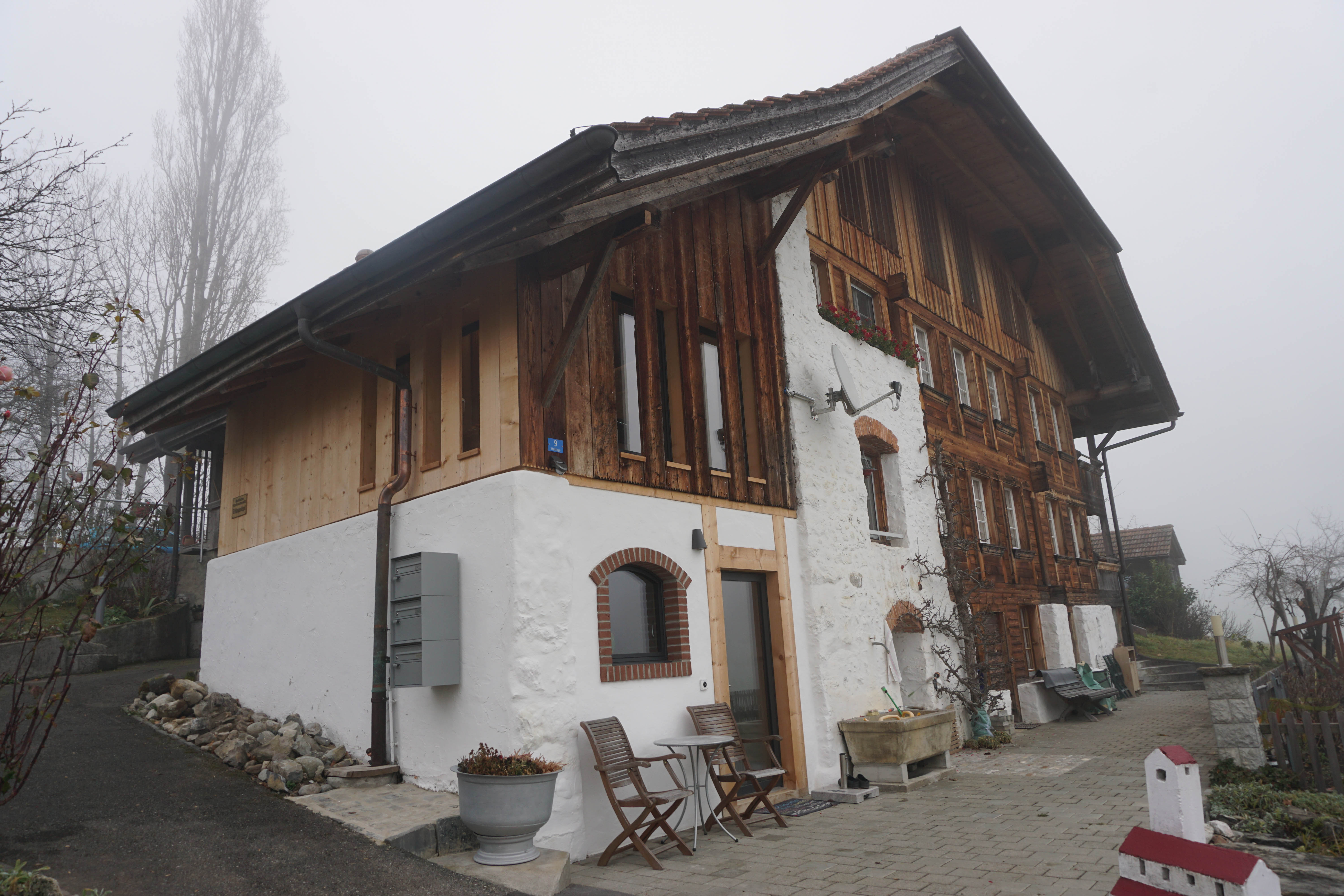
Diagonale